# Franz Gischel
Franz Gischel (* 29. November 1899 in München; † 21. September 1951 in Oberstdorf) war ein deutscher Drehbuchautor, Theaterdirektor und Volksschauspieler. Er ist Autor verschiedener Volksstücke wie Die kleine Welt, das 1973 vom Bayerischen Rundfunk in einer Aufführung des Komödienstadels für das Fernsehen verfilmt wurde.

## Leben

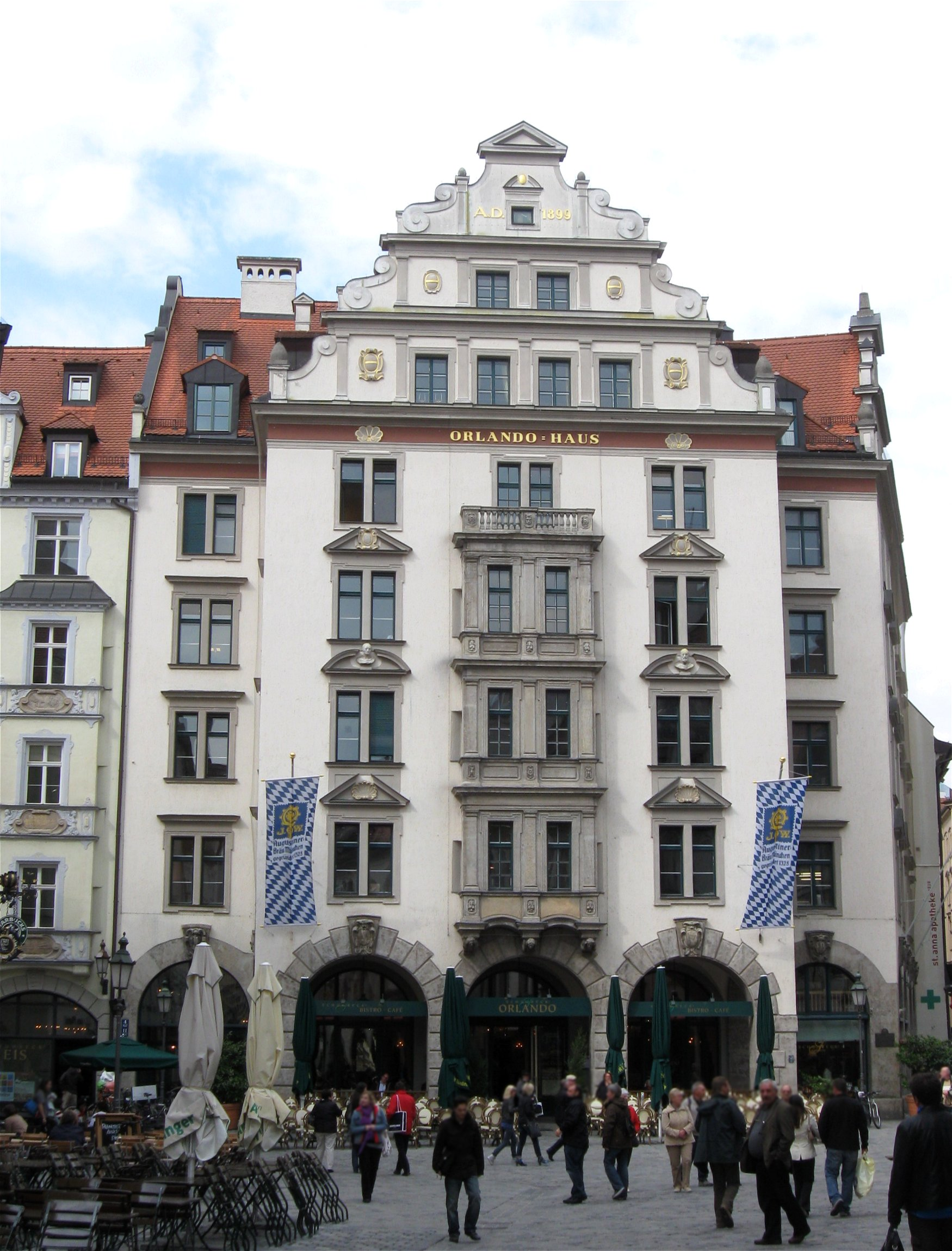
Von 1915 bis 1933 lebte die Familie im Orlando-Haus in München

Franz Gischel wurde als drittes von vier Kindern von Franz Johann Gischel (1873–1939) und Anna Gischel, geb. Herzle (1869–1933) in München geboren. Der Vater Franz Johann Gischel war Künstler und von 1906 bis zu seinem Tod als Maler, Zeichner und Schriftenmaler im Deutschen Museum tätig. Die Familie lebte von 1915 bis 1933 im Orlando-Haus am Platzl 4/4.
Franz Gischel besuchte die Königliche Kunstgewerbeschule München.
Am 23. Mai 1921 heiratete er die Schauspielerin Rosa Lindner (* 5. Juni 1895 in Spittal an der Drau; † 19./20. März 1974 in Oberstdorf), die Tochter des deutschen Volksschauspielers und Gründers des Tegernseer Volkstheaters, Hans Lindner (1867–1949).
Das Paar bekam drei Kinder. 1924 die Zwillinge Johann Gischel (1924–2008) und Oskar Gischel (welcher eine Woche nach seiner Geburt verstarb) sowie 1926 die Tochter Annemarie, später Annemarie Rösel. Der Sohn Johann Gischel wurde später Künstler, Schauspieler, Alleinunterhalter und Musiker, die Tochter Annemarie wurde Schauspielerin.
Franz Gischel verstarb 1951 in Oberstdorf.

## Oberstdorfer Bauerntheater

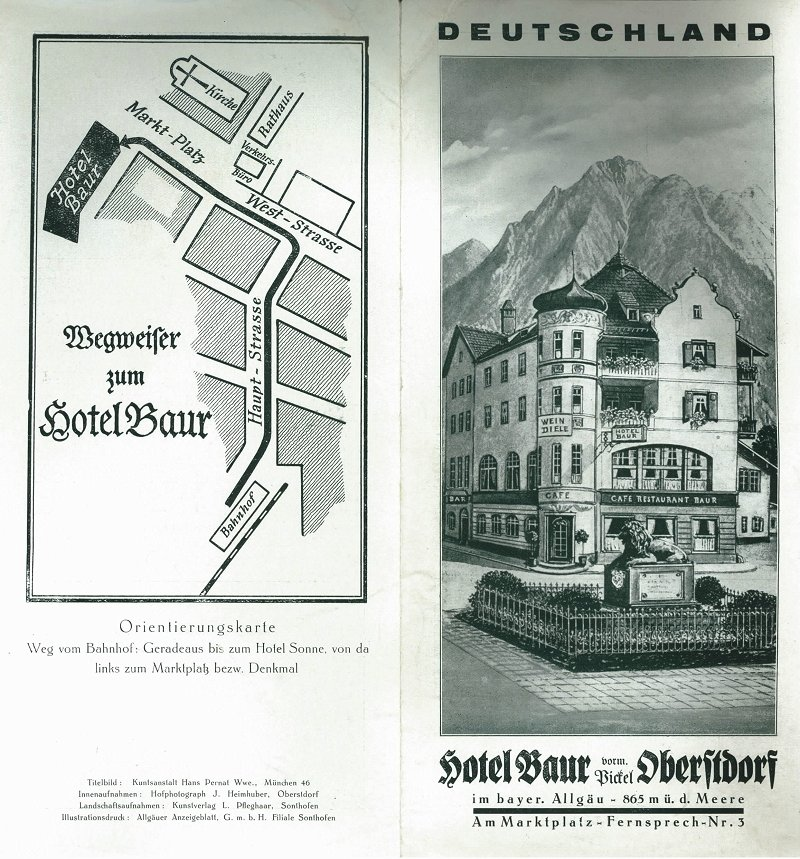
Hotel Baur in Oberstdorf um 1934

Franz Gischel wurde 1934 Theaterdirektor des neu gegründeten Oberstdorfer Bauerntheaters, welches auf Initiative des Tegernseer Volkstheaters hin gegründet wurde.
Das Theater gab regelmäßige Vorstellungen im Hotel Baur. Aufgeführt wurden bayerische Volksstücke, darunter auch die Stücke von Franz Gischel selbst. So wurde dort etwa 1935 das Stück Eingang für Lieferanten von Franz Gischel uraufgeführt.

## Werke (Auswahl)

### Theaterstücke
- 1935: Eingang für Lieferanten[3]
- 1936: Flori rückt ein[4]
- 1938: Zurück zur Natur[5]

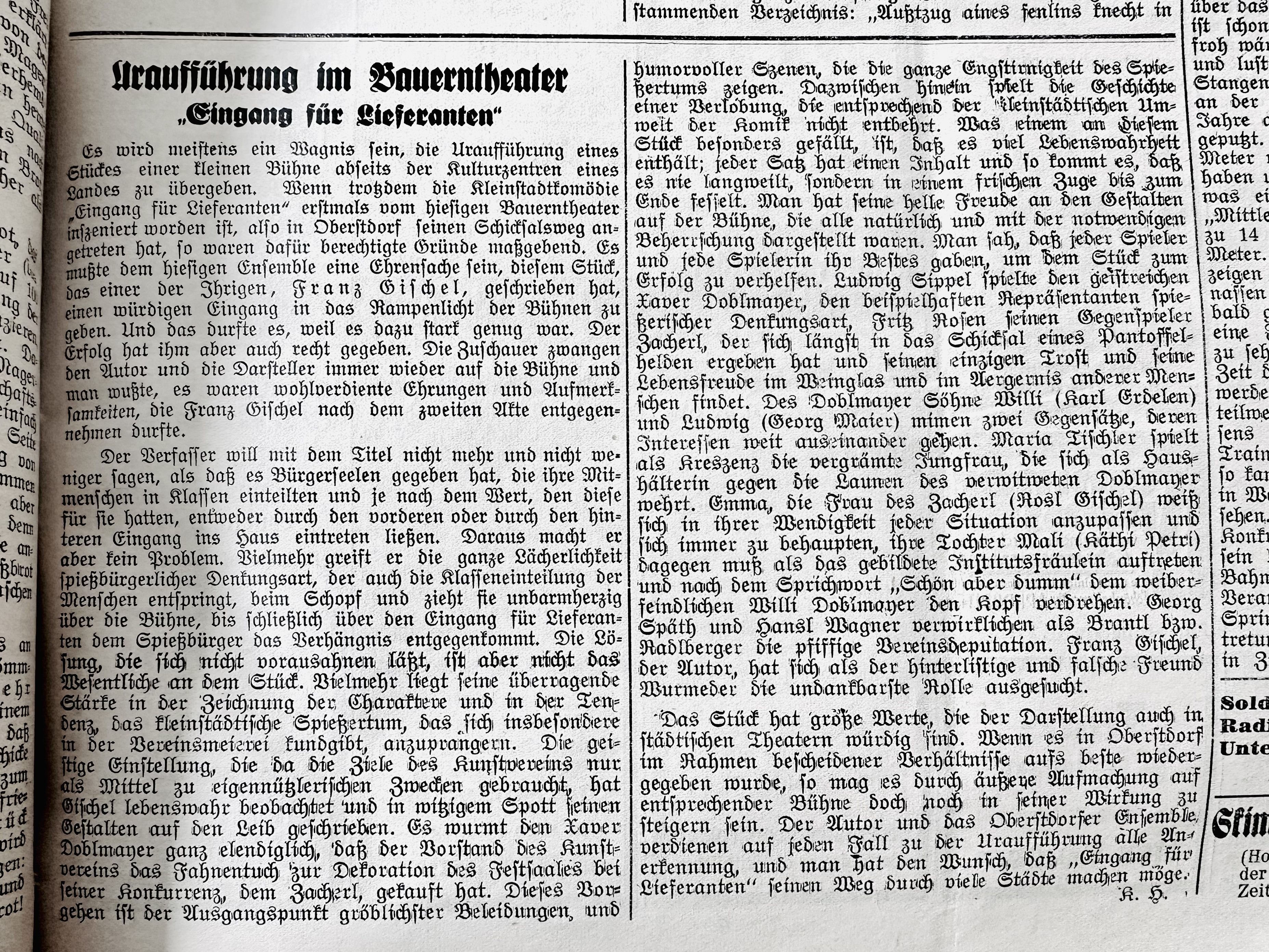
Rezension zur Uraufführung von „Eingang für Lieferanten“ im „Oberstdorfer Gemeinde- und Fremdenblatt 1935“

- 1939: Babett und die schwarzen Raben[6]
- 1940: Die kleine Welt (ursprünglicher Titel: Herz ist Trumpf). Unter anderem aufgeführt vom Komödienstadl mit Gustl Bayrhammer in der Rolle von Alois Weinzierl und Marianne Linder in der Rolle der Schwester[7] und vom Chiemgauer Volkstheater[8]
- 1940: Töchter Josefs. Unter anderem aufgeführt vom Chiemgauer Volkstheater[9]. Ins Dialekt übersetzt von Hans Wälti („De schwachi Josef“)[10]
- 1942: Bombardon-Simmerl[11]
- 1942: Der Musikantensimmerl[12]

### Fernsehen
Werke von Franz Gischel, die fürs Fernsehen aufgezeichnet und ausgestrahlt wurden:
- 1966: Flori rückt ein. Fernsehfilm. Drehbuch: Franz Gischel. Regie: Peter Holzmüller und Heribert Wenk. Hauptbesetzung: Hanni Daschner, Bernhard Helfrich, Peter Holzmüller[13]
- 1973: Der Komödienstadel: Die kleine Welt. BR. Regie: Olf Fischer. Hauptbesetzung: Gustl Bayrhammer, Marianne Lindner, Katharina De Bruyn[14][15]
- 1977: O Josef. Fernsehfilm. Drehbuch: Franz Gischel. Regie: Sissy Löwinger und Claus Homschak. Hauptbesetzung: Paul Löwinger, Anneliese Tausz, Josef Loibl[16]
- 1993: Chiemgauer Volkstheater: Die kleine Welt. BR. Drehbuch: Franz Gischel. Regie: Bernd Helfrich. Fernsehregie: Karl-Heinz Fischer. Hauptbesetzung: Bernhard Helfrich, Sabine Oberhorner, Eleonore Daniel. Aufzeichnung: 1993 in der Wolfseehalle Fischbachau.[17][18]
- 1995: Chiemgauer Volkstheater: Die Töchter Josefs. BR. Drehbuch: Franz Gischel. Regie: Karl-Heinz Fischer und Bernd Helfrich. Hauptbesetzung: Kathi Leitner, Michaela Heigenhauser, Andreas Kern[19][20]
- 1995: Die Töchter Josefs. Fernsehfilm. Drehbuch: Franz Gischel. Regie: Karl-Heinz Fischer und Bernhard Helfrich. Hauptbesetzung: Kathi Leitner, Michaela Heigenhauser, Andreas Kern[21]
- 2000: Chiemgauer Volkstheater: Der Musikantensimmerl. BR. Drehbuch: Franz Gischel. Regie: Bernd Helfrich. Hauptbesetzung: Egon Biscan, Karin Pflieger, Cordula Staudacher[22]

### Hörspiele
- 1951: Kleine Welt. Ein Münchener Schwank – Regie: Peter Glas (Mundarthörspiel – BR)[23]
- 1961: Der Himmel auf Erden – Regie: Lothar Kern (Hörspiel – BR)[24]
- 1972: Komödienstadel: Kleine Welt – Regie: Olf Fischer (Hörspielbearbeitung – BR)[25]